# Nuaillé-d'Aunis
Nuaillé-d'Aunis är en kommun i departementet Charente-Maritime i regionen Nouvelle-Aquitaine i västra Frankrike. Kommunen ligger  i kantonen Courçon som ligger i arrondissementet La Rochelle. År 2022 hade Nuaillé-d'Aunis 1 259 invånare.

## Befolkningsutveckling
Antalet invånare i kommunen Nuaillé-d'Aunis
Referens:INSEE